# Carlos Vázquez (calciatore 1999)
Carlos Alberto Vázquez Fernández (L'Avana, 25 aprile 1999) è un calciatore cubano, difensore dell'Unión Adarve e della nazionale cubana.

## Carriera

### Nazionale
Il 25 marzo 2021 ha esordito con la nazionale cubana giocando l'incontro perso 1-0 contro il Guatemala, valido per le qualificazioni al campionato mondiale di calcio 2022.

## Statistiche

### Presenze e reti nei club
Statistiche aggiornate al 15 giugno 2022.
| Stagione          | Squadra           | Campionato        | Campionato | Campionato | Coppe nazionali | Coppe nazionali | Coppe nazionali | Coppe continentali | Coppe continentali | Coppe continentali | Altre coppe | Altre coppe | Altre coppe | Totale | Totale |
| Stagione          | Squadra           | Comp              | Pres       | Reti       | Comp            | Pres            | Reti            | Comp               | Pres               | Reti               | Comp        | Pres        | Reti        | Pres   | Reti   |
| ----------------- | ----------------- | ----------------- | ---------- | ---------- | --------------- | --------------- | --------------- | ------------------ | ------------------ | ------------------ | ----------- | ----------- | ----------- | ------ | ------ |
| 2019-gen. 2019    | San Fernando      | TD                | 16         | 0          |                 | -               | -               |                    | -                  | -                  |             | -           | -           | 16     | 0      |
| gen.-giu. 2019    | Alcorcón B        | TD                | 7          | 0          |                 | -               | -               |                    | -                  | -                  |             | -           | -           | 7      | 0      |
| 2019-gen. 2020    | Alcorcón B        | TD                | 14         | 0          |                 | -               | -               |                    | -                  | -                  |             | -           | -           | 14     | 0      |
| dic. 2019         | Alcorcón          | SD                | 0          | 0          | CR              | 1               | 0               |                    | -                  | -                  |             | -           | -           | 1      | 0      |
| gen.-giu. 2020    | Unionistas        | SDB               | 5          | 1          |                 | -               | -               |                    | -                  | -                  |             | -           | -           | 5      | 1      |
| 2020-gen. 2021    | Alcorcón B        | TD                | 5          | 0          |                 | -               | -               |                    | -                  | -                  |             | -           | -           | 5      | 0      |
| Totale Alcorcón B | Totale Alcorcón B | Totale Alcorcón B | 26         | 0          |                 | -               | -               |                    | -                  | -                  |             | -           | -           | 26     | 0      |
| gen.-giu. 2021    | Navalcarnero      | SDB               | 4          | 0          | CR              | 2               | 0               |                    | -                  | -                  |             | -           | -           | 6      | 0      |
| 2021-gen. 2022    | Bergantiños       | SDR               | 11         | 0          | CR              | 2               | 0               |                    | -                  | -                  |             | -           | -           | 13     | 0      |
| gen.-giu. 2022    | Tudelano          | PDR               | 17         | 0          |                 | -               | -               |                    | -                  | -                  |             | -           | -           | 17     | 0      |
| Totale carriera   | Totale carriera   | Totale carriera   | 79         | 1          |                 | 5               | 0               |                    | -                  | -                  |             | -           | -           | 84     | 1      |

### Cronologia presenze e reti in nazionale
| Cronologia completa delle presenze e delle reti in nazionale ― Cuba | Cronologia completa delle presenze e delle reti in nazionale ― Cuba | Cronologia completa delle presenze e delle reti in nazionale ― Cuba | Cronologia completa delle presenze e delle reti in nazionale ― Cuba | Cronologia completa delle presenze e delle reti in nazionale ― Cuba | Cronologia completa delle presenze e delle reti in nazionale ― Cuba | Cronologia completa delle presenze e delle reti in nazionale ― Cuba | Cronologia completa delle presenze e delle reti in nazionale ― Cuba |
| Data                                                                | Città                                                               | In casa                                                             | Risultato                                                           | Ospiti                                                              | Competizione                                                        | Reti                                                                | Note                                                                |
| ------------------------------------------------------------------- | ------------------------------------------------------------------- | ------------------------------------------------------------------- | ------------------------------------------------------------------- | ------------------------------------------------------------------- | ------------------------------------------------------------------- | ------------------------------------------------------------------- | ------------------------------------------------------------------- |
| 25-3-2021                                                           | Città del Guatemala                                                 | Guatemala                                                           | 1 – 0                                                               | Cuba                                                                | Qual. Mondiali 2022                                                 | -                                                                   | 7’                                                                  |
| 28-3-2021                                                           | Città del Guatemala                                                 | Cuba                                                                | 1 – 2                                                               | Curaçao                                                             | Qual. Mondiali 2022                                                 | -                                                                   |                                                                     |
| 2-6-2021                                                            | Città del Guatemala                                                 | Cuba                                                                | 5 – 0                                                               | Isole Vergini Britanniche                                           | Qual. Mondiali 2022                                                 | 1                                                                   |                                                                     |
| 8-6-2021                                                            | Basseterre                                                          | Saint Vincent e Grenadine                                           | 0 – 1                                                               | Cuba                                                                | Qual. Mondiali 2022                                                 | -                                                                   | 72’                                                                 |
| 25-3-2022                                                           | Antigua Guatemala                                                   | Guatemala                                                           | 1 – 0                                                               | Cuba                                                                | Amichevole                                                          | -                                                                   |                                                                     |
| 28-3-2022                                                           | Belmopan                                                            | Belize                                                              | 0 – 3                                                               | Cuba                                                                | Amichevole                                                          | -                                                                   | 4’ 80’                                                              |
| 2-6-2022                                                            | Les Abymes                                                          | Guadalupa                                                           | 2 – 1                                                               | Cuba                                                                | CONCACAF Nations League 2022-2023 - Fase a gironi                   | -                                                                   | 51’                                                                 |
| 5-6-2022                                                            | Santiago di Cuba                                                    | Cuba                                                                | 3 – 0                                                               | Barbados                                                            | CONCACAF Nations League 2022-2023 - Fase a gironi                   | -                                                                   | 61’                                                                 |
| 9-6-2022                                                            | Basseterre                                                          | Antigua e Barbuda                                                   | 0 – 2                                                               | Cuba                                                                | CONCACAF Nations League 2022-2023 - Fase a gironi                   | -                                                                   |                                                                     |
| 12-6-2022                                                           | Santiago di Cuba                                                    | Cuba                                                                | 3 – 1                                                               | Antigua e Barbuda                                                   | CONCACAF Nations League 2022-2023 - Fase a gironi                   | -                                                                   |                                                                     |
| 11-6-2023                                                           | Concepción                                                          | Cile                                                                | 3 – 0                                                               | Cuba                                                                | Amichevole                                                          | -                                                                   |                                                                     |
| 20-6-2023                                                           | Montevideo                                                          | Uruguay                                                             | 2 – 0                                                               | Cuba                                                                | Amichevole                                                          | -                                                                   | 21’                                                                 |
| 26-6-2023                                                           | Toronto                                                             | Canada                                                              | 2 – 2                                                               | Guadalupa                                                           | Gold Cup 2023 - 1º turno                                            | -                                                                   | 57’ 90+4’                                                           |
| 1-7-2023                                                            | Houston                                                             | Cuba                                                                | 1 – 4                                                               | Guadalupa                                                           | Gold Cup 2023 - 1º Turno                                            | -                                                                   | 62’                                                                 |
| 6-6-2025                                                            | St. John's                                                          | Antigua e Barbuda                                                   | 0 – 1                                                               | Cuba                                                                | Qual. Mondiali 2026                                                 | -                                                                   | 16’ 62’                                                             |
| 10-6-2025                                                           | Santiago di Cuba                                                    | Cuba                                                                | 1 – 2                                                               | Bermuda                                                             | Qual. Mondiali 2026                                                 | -                                                                   |                                                                     |
| Totale                                                              |                                                                     | Presenze                                                            | 16                                                                  |                                                                     | Reti                                                                | 1                                                                   |                                                                     |